# Franciszek Kaupowicz
Franciszek Kaupowicz (ur. 14 kwietnia 1799 w majątku Dusejki, powiat Telsze, Litwa, zm. 14 sierpnia 1871 w Brąswałdzie koło Olsztyna), polski duchowny katolicki, wieloletni proboszcz brąswałdzki, propagator i obrońca mowy polskiej na Warmii.
Pochodził ze szlacheckiej rodziny polskiej osiadłej na Litwie, był synem Wincentego i Marianny z domu Dusejko. Uczęszczał do gimnazjum bernardyńskiego w Telszach, następnie do seminarium duchownego w Worniach; święcenia kapłańskie przyjął w 1828. Był wikariuszem w Chwiejdanach, administratorem kościoła filialnego w Żygajcach, rektorem kościoła w Pojurze. Uczestniczył w powstaniu listopadowym.
W 1840 za namową biskupa Hattena przeniósł się do pracy w diecezji warmińskiej. Znając już z wcześniejszej pracy na pograniczu pruskim warunki duszpasterstwa na Litwie pruskiej, gdzie szczególnie brakowało księży ze znajomością języka litewskiego, podjął na tej ziemi działalność w parafii Drangowskie. W 1845 przeniósł się do Brąswałdu, gdzie początkowo pełnił obowiązki administratora parafii, a od 1855 proboszcza.
Jako duszpasterz brąswałdzki przeciwstawiał się germanizacji. Sprowadzał z Poznania polskie książki, w czasie wakacji gościł u siebie warmińskich studentów teologii, których uczył języka polskiego. Wśród jego ówczesnych gości byli m.in. późniejszy wieloletni proboszcz w Gietrzwałdzie Augustyn Weichsel oraz przyszły arcybiskup gnieźnieński Juliusz Dinder, urodzony w Reszlu, który wprawdzie uważał się za Niemca, ale w czasie pracy w diecezji warmińskiej głosił polskie kazania. Ks. Kaupowicz otaczał również opieką najuboższą ludność polską, prowadząc na jej rzecz działalność charytatywną. Znał kilka języków – litewski, rosyjski, łaciński, pod koniec życia także niemiecki.